# Pommerloch
Pommerloch (lb. Pommerlach) – wieś (Uertschaft) w północnym Luksemburgu, w kantonie Wiltz, w gminie Winseler. Do 3 października 2015 miejscowość leżała w dystrykcie Diekirch. Liczy 144 mieszkańców (31 grudnia 2022).